# عكيفا آرييه وايس

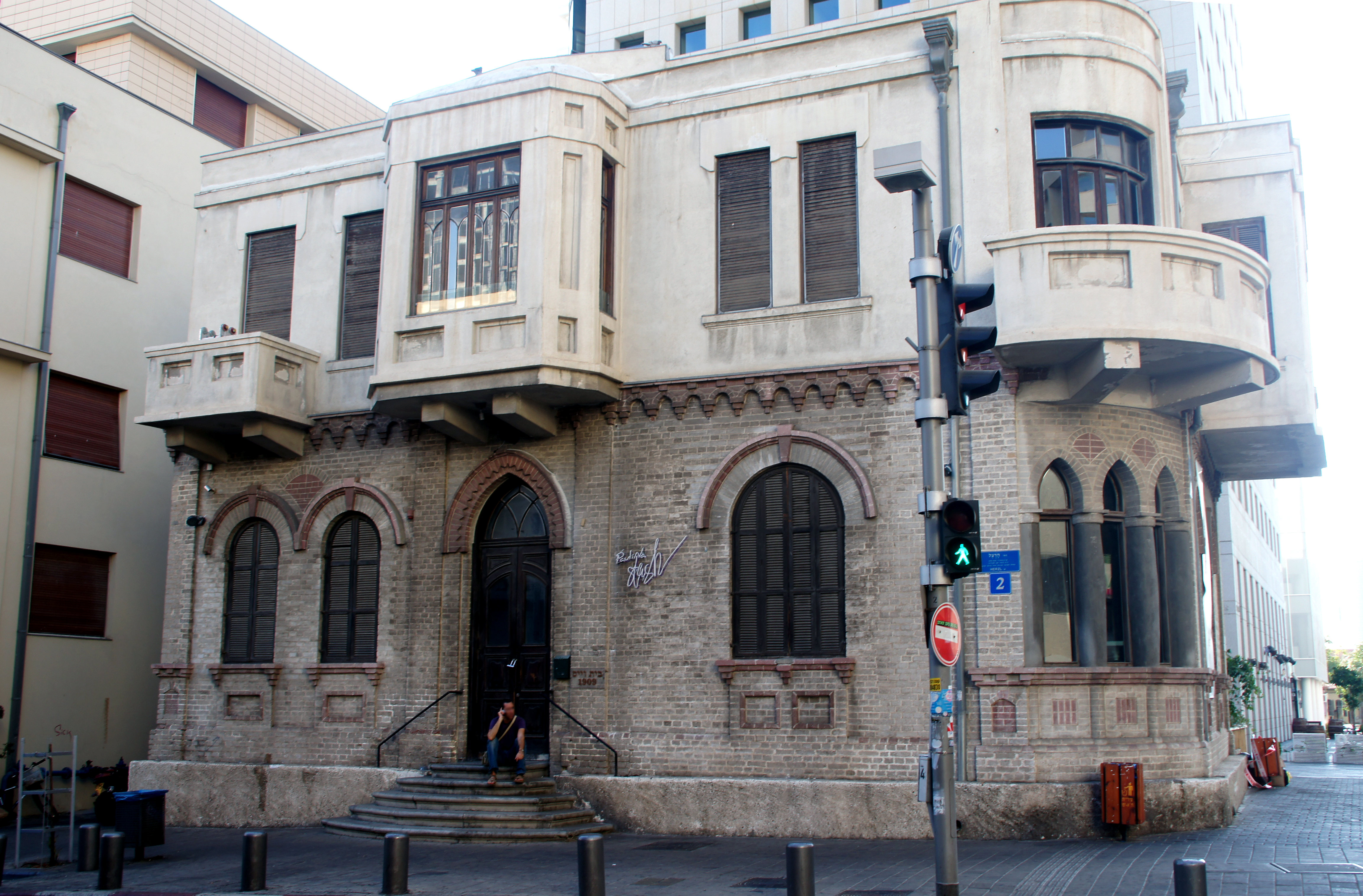
منزل عكيفا آرييه وايس، الطابق الأرضي ، بني عام 1909

عكيفا آرييه وايس (1868-1947)، كان ناشطًا صهيونيًا ومهندسًا معماريًا ومخططا للمدن في فلسطين. اشتهر بأنه المؤسس الأول لتل أبيب. كان أول من ابتدأ مشروع «أولى المدن العبرية» في فلسطين وترأس تشييدها. كما ساعد في تأسيس صناعة الألماس اليهودية والنسيج في فلسطين.

## سيرته الذاتية
ينحدر وايس من عائلة يهودية، ولد في غرودنو (بيلاروسيا حاليا) عام 1868، لكن ترعرع في لودز، بولندا. امتهن صناعة المجوهرات والساعات.خلال عام 1906، هاجر مع زوجته وأطفاله الستة من بولندا الروسية إلى فلسطين.

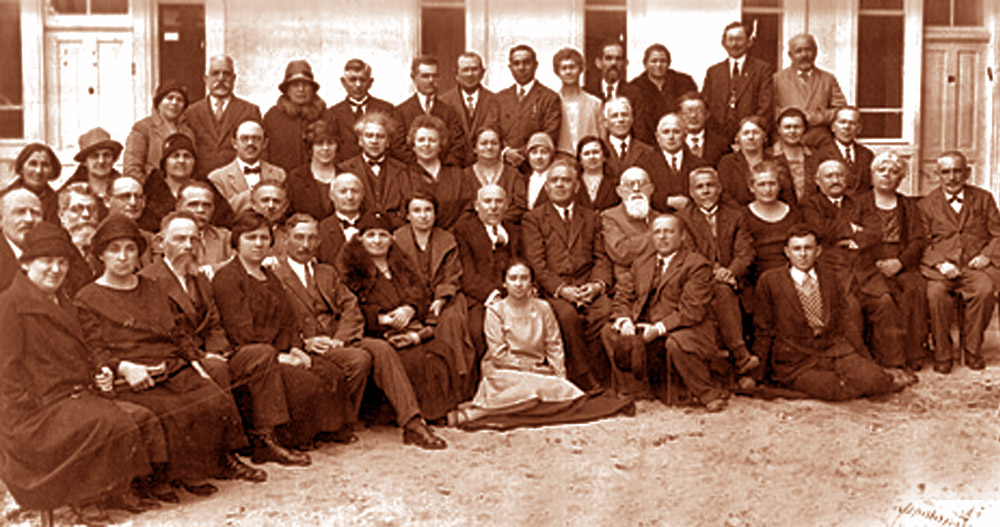
أحوزات بيت ، 1929.يضهر وايس في الوسط.

بصفته رئيسًا للجمعية التعاونية لبناء وتشييد العمران المسماة ب («أحوزات بيت»)، العبرية ل«المنزل» أو «المنشأة» واصطلاحيا قُصد بها جمعية البناء، حرر وايس نشرة عرض فيها رؤيته لمدينة يهودية جديدة وقدمها إلى أعضاء الجمعية. تذكُر مذكرات آرثر روبين أن وايس طالب بإنشاء «مركز حضري عبري في إطار بيئة متقدة، مصممًا وفقًا لقواعد جمالية العمران والصحة الحديثة». نُقل عن وايس قولَه لروبين «في ضواحي يافا، على الطريق المؤدي إلى بيتح تكفا... نسعى إلى إنشاء إقليم حضري يهودي حديث. لقد وقع اختيارنا بالفعل على قطعة الأرض المنشودة». 
اِرْتَأى الباحثون أنه تولى أيضا الاشراف على تجزئة العقار بين ست وستون عائلة يهودية عن طريق القرعة من خلال سحب مجموعة أرقام منقوشة على صدف البحر لتوزيع حصص قطع الأرض التي ستصبح فيما بعد مدينة تل أبيب، حيث ظهر في صورة آبراهام سوسكين كشخصية بارزة أثناء هذا الحدث، أبريل عام 1909.

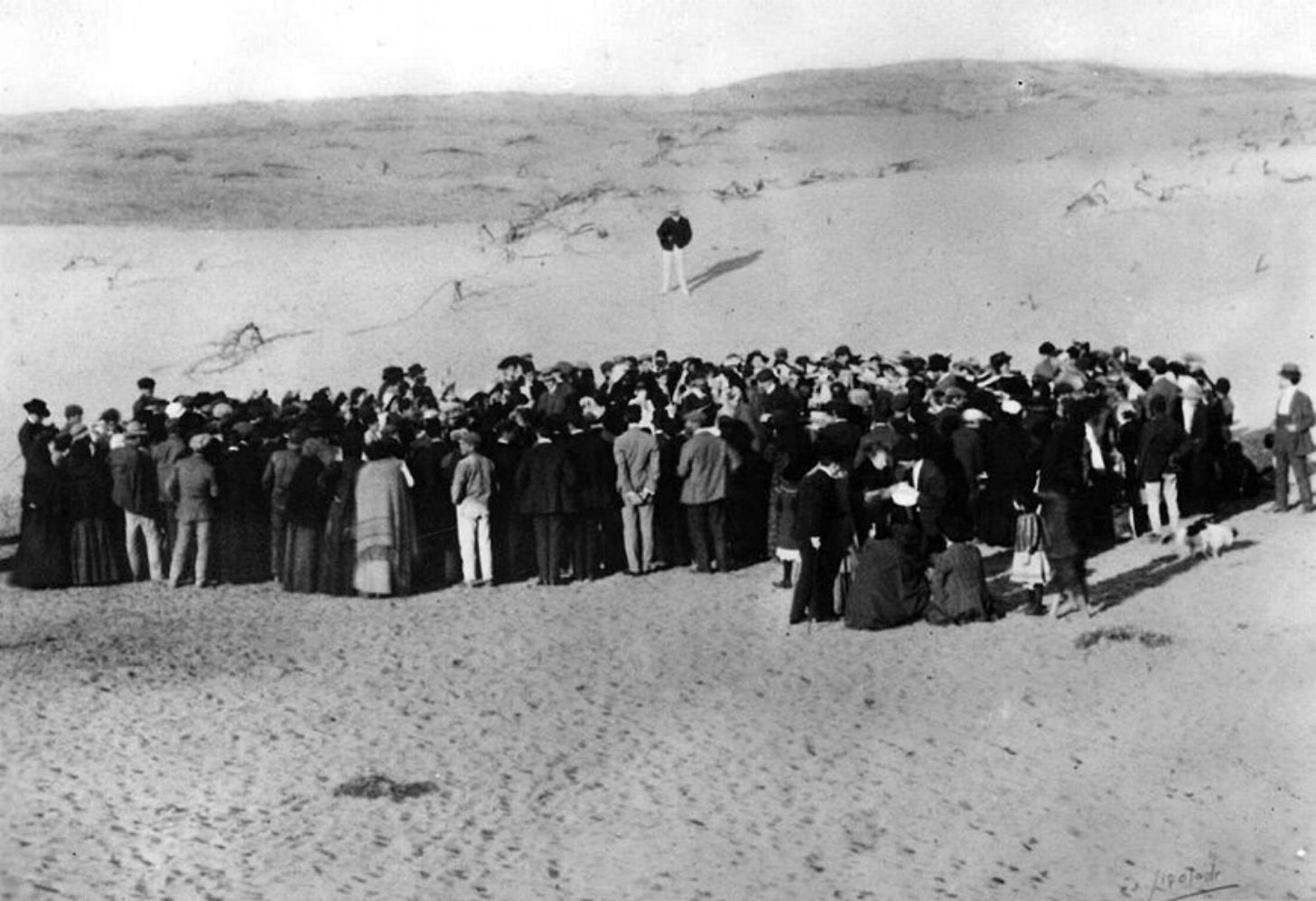
تأسست تل أبيب على أرض تم شراؤها من البدو شمال مدينة يافا الحالية. أخدت هذه الصورة من طرف المصور ابراهام سوسكين على أحد تلال ضواحي يافا الشمالية لمزاد 1909 حيت تم توزيع أولى هذه الأراضي على المستوطنين اليهود.

أنشأ وايس صناعة النسيج في فلسطين خلال فترة انتدابها، وبنى أول مصنع للنسيج يدعى بيت لودزيا.
كان من بين مخططات وايس المستقبلية التي تحققت إنشاء صناعة ألماس يهودية في فلسطين.

## ميراثه
في عام 1956، بعد وفاة وايس، جمع أولاده مجموعة من أعماله ومقالاته ورسائله في كتاب. كُتبت مقدمته على يد موشيه شاريت، ثاني رئيس وزراء لإسرائيل وكان ذا مكانة عالية في زمانه. جائت مقدمة شاريت كالتالي (مترجمة عن العبرية):
«أولائك الذين يخطون أولى الخطوات لا يُحفظون في الذاكرة. أحيانا يكون سبيلهم النسيان على حساب من أكمل الخطى وأنهى المهمة ليحظوا وحدهم بالامتنان والثناء. هذا ما حدث لتل أبيب. أول المؤسسين نُسي بين طيات التاريخ، فلا نجد صورة له في مكتب العمدة أو حي من أحياء المدينة باسمه...أحسنوا العمل من قاموا بتجميع هذا الكتاب ليكون تذكارا لهذا الرجل النبيل البسيط الزاخر بالأنجازات والأفكار التي حُققت وستحقق.»  

## منزله
وُضع حجر الأساس لمنزل وايس في تل أبيب، # 2 شارع هرتسل عام 1909. بُني أساسا كمنزل بطابق واحد، لكن في عشرينيات القرن الماضي أضيف له الطابق العلوي. تمت عمليات ترميم المنزل بين عامي 1996 و 2011.